# Cyclommatus ribbei
Cyclommatus ribbei es una especie de coleóptero de la familia Lucanidae.

## Distribución geográfica
Habita en el Archipiélago Bismarck.